# 카트 레이서
《카트 레이서》(Kart Racer)는 캐나다에서 제작된 스튜어트 길라드 감독의 2003년 가족, 코미디, 드라마 영화이다. 조니 그리핀 등이 주연으로 출연하였고 Leif Bristow 등이 제작에 참여하였다.

## 출연

### 주연
- 조니 그리핀
- 랜디 퀘이드
- 윌 로스하
- 조던 콘티

### 조연
- 스티브 애덤스
- 저스틴 브래들리
- 아만다 드 마르티니스
- 조 디니콜
- 데이빗 갤러거
- 폴라 진 힉슨
- 제니퍼 위그모어
- 할랜드 윌리암스

## 기타
- 미술: 마이클 조이
- 의상: 오뎃 가도리
- 배역: 카렌 마지오타
- 배역: 마리 마지오타